# 第四千曲川橋梁 (北陸新幹線)
第四千曲川橋梁（だいよんちくまがわきょうりょう）は、長野県長野市 - 中野市の千曲川に架かる北陸新幹線の橋長312 m（メートル）の桁橋。長野駅 - 飯山駅間に位置する。アップル大橋との愛称がある。

## 概要
主桁には耐候性さび安定化処理した耐候性鋼を用いている。
上部工架設にあたっては、連続2主全断面溶接箱桁でウェブに水平溶接継ぎ手を有する変断面桁であり、幅広の河川で堤外地が全面が流水域となり、橋の終点側はトンネル（高丘トンネル、全長約6.9km）となるなど狭小なヤードしか確保ができなかったため、手延べ送出し工法が採用された
。
- 形式 - 鋼4径間連続合成箱桁橋
- 活荷重 - P-16, M-18
- 床版 - スラブ軌道直結式
- 橋長 - 312.000 m
  - 支間割 - (87.500 m + 82.000 m + 76.000 m + 63.700 m)
- 幅員 - 11.200 m - 11.300 m（複線）
- 総鋼重 - 2 088 t
- 施工 - 宮地エンジニアリング・日本橋梁JV
- 架設工法 - 手延べ送出し工法

## 歴史
北陸新幹線の長野 - 上越間は1998年（平成10年）に起工された。
北陸新幹線の長野 - 金沢間は2015年（平成27年）3月14日に開通した。